# Xã Little River, Quận Little River, Arkansas
Xã Little River (tiếng Anh: Little River Township) là một xã thuộc quận Little River, tiểu bang Arkansas, Hoa Kỳ. Năm 2010, dân số của xã này là 400 người.